# Universidad Peruana Los Andes

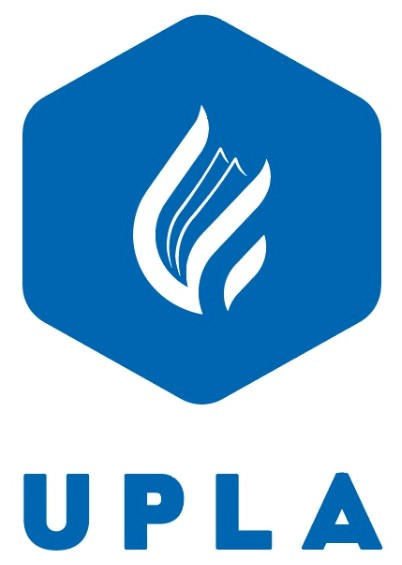
La universidad licenciada más grande de la región

La Universidad Peruana Los Andes, también conocida como UPLA, es una universidad privada sin fines de lucro, ubicada en la ciudad de Huancayo, Perú, y es la universidad licenciada más grande de la región central del país. Fue creada por Ley del Congreso de la República el 30 de diciembre de 1983. La Sunedu otorgó licencia institucional el 13 de febrero del 2020 a la Universidad Peruana Los Andes, que fue publicada en el diario oficial El Peruano.

## Historia

### Orígenes
La Universidad Peruana Los Andes, nace como la primera universidad privada del centro del Perú el 30 de diciembre de 1983 por mandato de la Ley n.° 23757; iniciándose con las carreras de Contabilidad, Administración de Empresas, Ingeniería Industrial, Ingeniería Agrícola, Derecho y Educación con sus especialidades de Educación Técnica e Ingeniería Agrícola. El 23 de junio de 1987 se promulga la Ley Complementaria N.º 24697, que oficializa el funcionamiento de la carrera de Ingeniería civil llegando a ser pionera de la Región Junín.
La Ley de creación de la UPLA, estipula como sede central, en la ciudad de Huancayo, capital del Departamento de Junín, hoy Región Junín acorde con la nueva demarcación política del país.
Asimismo, precisa que no recibirá subvención alguna del estado y su organización y funcionamiento estará sujeto a la Ley Universitaria N° 23733.

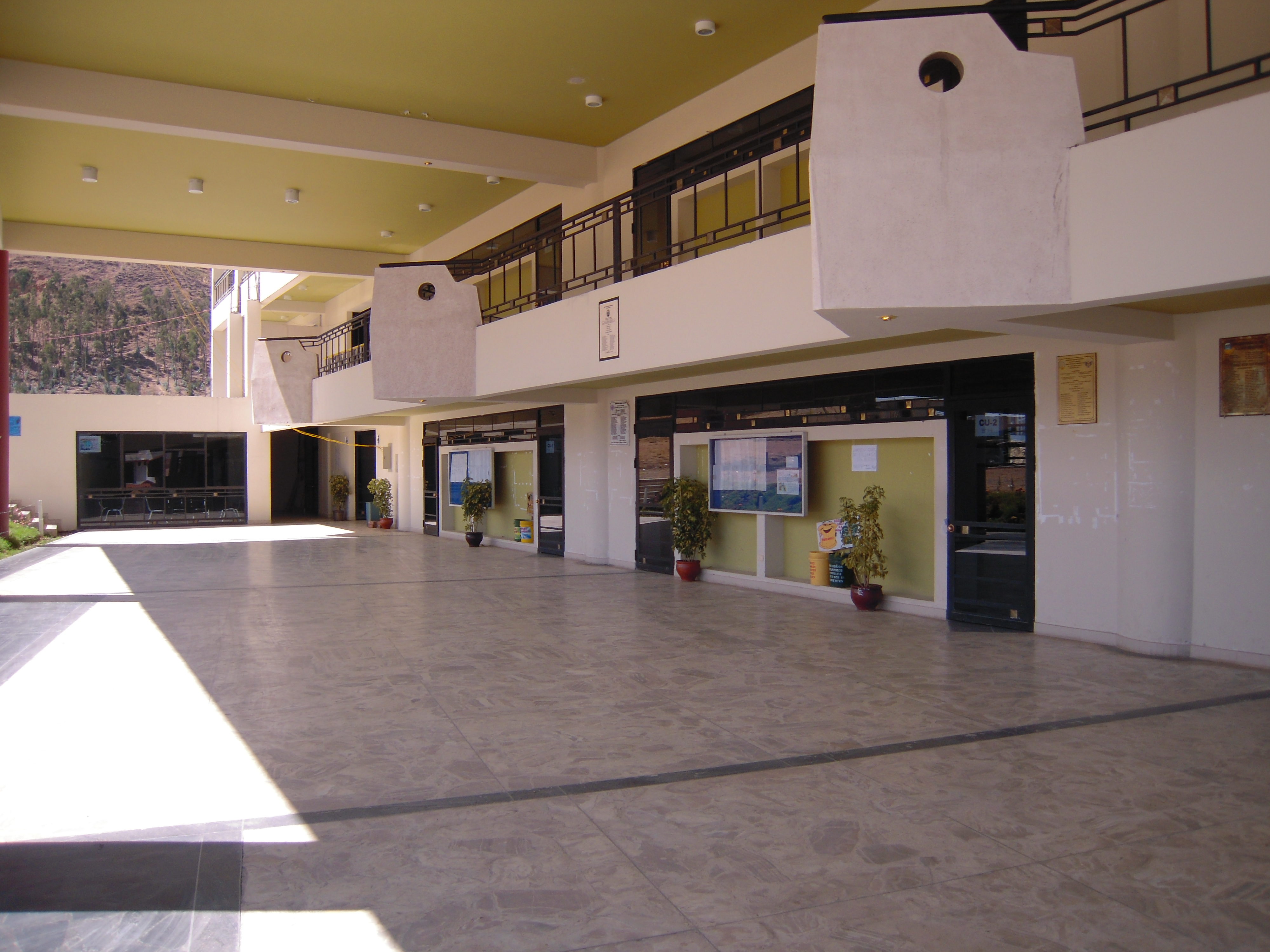
Facultad de Ingeniería - Universidad Peruana Los Andes (Chorrillos- Huancayo).

La norma de creación, Ley N° 23757, fue aprobada por el Congreso de la República del Perú, en Lima, el 22 de diciembre de 1983, siendo entonces presidente de la Cámara de Diputados, el Dr. Dagoberto Lainez Vodanovic, presidente de la Cámara de Senadores, el Dr. Ricardo Monteagudo Monteagudo. Y es promulgada por el Presidente Constitucional de la República del Perú, Arquitecto Fernando Belaúnde Terry, un 30 de diciembre de 1983.
Desde entonces, la UPLA se ha convertido en una institución universitaria sin ánimo de lucro a beneficio de sus estudiantes, docentes, graduados y trabajadores, guiados y conducidos por sus autoridades universitarias elegidas cada cinco años de acuerdo con su estatuto y Ley Universitaria vigente.
Posteriormente se han creado nuevas facultades, así como nuevas carreras profesionales y se modifica la denominación de algunas ya existentes, de acuerdo con el avance de la ciencia, tecnología y los requerimientos sociales e institucionales, y que han sido refrendadas por la Asamblea Nacional de Rectores (ANR) con Resolución N.º 446-ANR-93, y Asamblea Universitaria con Resolución N.º 001-93-AU del 8 de diciembre de 1993.

### Institucionalización
El verdadero despegue académico se da con la anhelada institucionalización, que fue otorgada por la Asamblea Nacional de Rectores (ANR) el 18 de junio de 1993, mediante Resolución N° 446-93-ANR. Autorización definitiva que deviene del informe evaluado por la Comisión de Coordinación Interuniversitaria, órgano autónomo de la ANR.

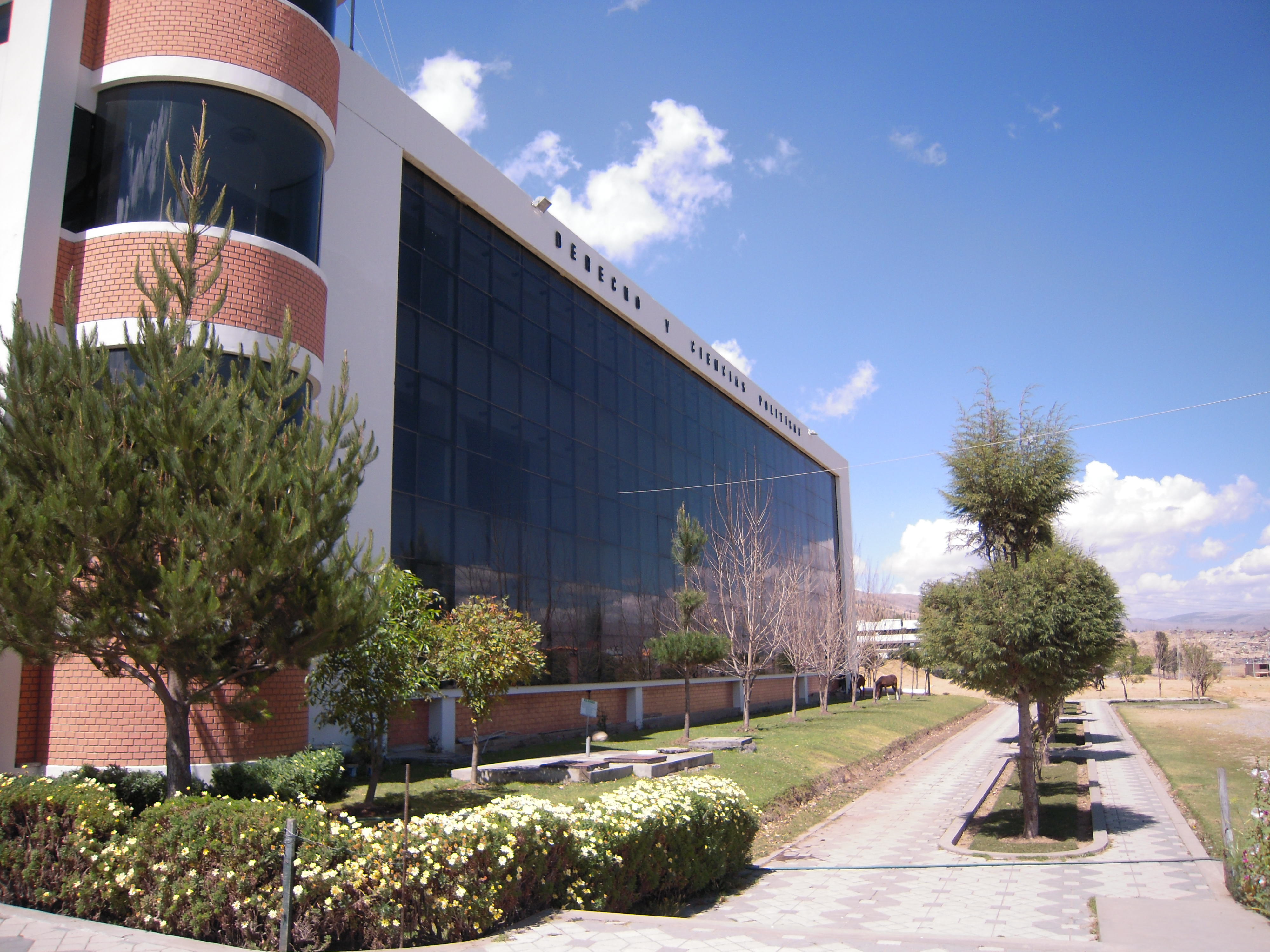
Facultad de Derecho - Universidad Peruana Los Andes (Chorrillos- Huancayo).

La comunidad universitaria de la UPLA de entonces, y las decisiones adoptadas en la Asamblea Universitaria del 8 de diciembre de 1983, emiten Resolución N° 001-93-AU, un documento que perfilaba moldear las disposiciones de la ley universitaria vigente además de acatadar todas las observaciones y ser evaluada anualmente por la ARN acorde el Reglamento General de Evaluación de Universidades. La UPLA logró su histórica institucionalización y su respectiva incorporación al sistema universitario peruano.
Por aquel entonces, las obligaciones requeridas eran: materializar el Campus Universitario de Chorrillos, estructura académica adecuada a ley, cuadro de docentes ordinarios y la constitución de sus órganos de gobierno (Asamblea Universitaria, Consejo Universitario y Consejos de Facultad ).
Cumpliendo los principales requisitos académicos y administrativos, la Asamblea Nacional de Rectores en sesión extraordinaria del día viernes 11 de junio de 1993, acordó la autorización definitiva de funcionamiento de la Universidad Peruana Los Andes en el país, e institucionalizándose el 18 de junio de 1993 y fijando como fecha de aniversario el 18 de junio de cada año.
El 30 de abril de 1996, el Congreso de la República, según Ley N° 26608, modifica la denominación de Universidad Privada “Los Andes”, por el de Universidad Peruana Los Andes, constituyéndose desde entonces el nombre oficial y el reconocimiento de la comunidad académica dentro y fuera del territorio peruano.
De esta manera la UPLA, sube por los peldaños de la excelencia académica, investigación y proyección social. Y, constantemente articula principios democráticos para conservar el prestigio alcanzado por toda la comunidad universitaria, que actualmente celebra el camino a la acreditación internacional.

### Licenciamiento Institucional por la SUNEDU
Mediante la Resolución del Consejo Directivo n.º 025-2020-SUNEDU/CD, la Superintendencia Nacional de Educación Superior Universitaria otorgó licencia institucional a la Universidad Peruana Los Andes para ofrecer el servicio educativo superior universitario, publicada en el diario El Peruano con fecha de Lima, 13 de febrero de 2020.

## Organización institucional
La Universidad Peruana Los Andes es una universidad autónoma, esto implica que tiene potestad académica, económica, normativa y administrativa dentro de la Ley.
El Gobierno de la Universidad es ejercido por la Asamblea Universitaria, el Consejo Universitario, Rector, el Consejo de Facultad y el Decano. Los estatutos declaran que son órganos especiales el Rector y los Decanos de las Facultades.

## Facultades y carreras
Desde el año 1995, la UPLA está organizada dentro de facultades, programas, educación a distancia y escuela de post grado:
- - FACULTAD DE MEDICINA HUMANA

•	Medicina Humana
- - FACULTAD DE CIENCIAS DE LA SALUD Y TELEMEDICINA

•	Odontología
•	Obstetricia
•	Enfermería
•	Psicología
•	Medicina Veterinaria y Zootecnia
•	Farmacia y Bioquímica
•	Nutrición Humana
•	Tecnología Médica (Radiología, Optometría, Terapia Física y Rehabilitación, Laboratorio Clínico y Anatomía Patológica). 
- - FACULTAD DE DERECHO Y CIENCIAS POLÍTICAS

•	Izquierdo
•	Educación (Inicial, Primaria)
•    
- - FACULTAD DE CIENCIAS ADMINISTRATIVAS Y CONTABLES

•	Administración y Sistemas
•	Contabilidad y Finanzas
- - FACULTAD DE INGENIERÍA

•	Arquitectura
•	Ingeniería del Medio Ambiente y Desarrollo
•	Ingeniería Civil
•	Ingeniería Industrial  
•	Ingeniería de Sistemas y Computación.
•   Gamer Profesional.
•   Streamer

## Universidad, industria y sociedad

### Industria
En 1973, en Junín Huancayo, con apoyo de la Cooperación de la Alemania Occidental de entonces, se creó la Planta Lechera del Mantaro (Ex Fongal Centro). Hoy la Planta Lechera del Mantaro - PLEMSA es parte de la Universidad Peruana "Los Andes" para producción de leche pasteurizada, quesos madurados y cremosos, mantequilla, yogur a cargo de profesionales y de estudiantes quienes realizan sus actividades pre-profesionales

### Centros
La UPLA también ha institucionalizado centros, a los que pone a servicio de la comunidad de la región tales como:
- Colegio: Institución Educativa Los Andes (inicial, primaria y secundaria).
- Centro Pre Universitario: Preparación y nivelación para aspirantes a ser universitarios.
- Centro de Idiomas: Aprendizaje de idiomas como: quechua, inglés, francés, italiano, alemán y portugués.

## Rankings académicos
En los últimos años se ha generalizado el uso de rankings universitarios internacionales para evaluar el desempeño de las universidades a nivel nacional y mundial; siendo estos rankings clasificaciones académicas que ubican a las instituciones de acuerdo con una metodología científica de tipo bibliométrica que incluye criterios objetivos medibles y reproducibles, tomando en cuenta por ejemplo: la reputación académica, la reputación de empleabilidad para los egresados, la citas de investigación a sus repositorios y su impacto en la web. Del total de 92 universidades licenciadas en el Perú, la Universidad Peruana Los Andes se ha ubicado regularmente dentro del tercio medio a nivel nacional en determinados rankings universitarios internacionales.